# Copa de Verão do Vale do Paraíba
Copa de Verão do Vale do Paraíba, também chamado de Copa Vale do Paraíba ou ainda Torneio de Verão Vale do Paraíba foi um torneio amistoso de futebol realizado nos dias 13 e 15 de janeiro de 2012, e que teve como sede o Estádio Joaquim de Moraes Filho, o Joaquinzão, em Taubaté-SP.
| “ | “A ideia da criação deste torneio veio como reposta à busca de novos recursos, pois os times do interior não podem ficar reféns das receitas dos grandes campeonatos. E, quando fiz a proposta de uma copa reunindo clubes da região do Vale do Paraíba, recebi respostas positivas dos representantes do Resende, São José e Taubaté. Isso me motivou a conseguir a fomentar este torneio” | ” |

O torneio recebeu transmissão do canal Sportv.

## As Partidas

### 1° Jogo
| 13 de Janeiro, de 2012 | Taubaté | 0 - 2              | Resende                   | Estádio Joaquim de Moraes Filho, Taubaté-SP Público: |
| 14:30h                 |         | Detalhes Relatório | Pedrinho 77' · Mateus 88' |                                                      |

### 2° Jogo
| 13 de Janeiro, de 2012 | São José     | 1 - 1 (5–6 Pênaltis) | Voltaço     | Estádio Joaquim de Moraes Filho, Taubaté-SP Público: |
| 16:30h                 | Edmilson 89' | Relatório Detalhes   | Sampson 26' |                                                      |

|                                                                        |     | Penalidades                                                                       |  |
| Gustavo Carvalho: Renato Santiago: Robert: Leomar: Silas: Alex: Ávalos | 5–6 | João Paulo: Murilo: Marquinhos: Rodrigo Thiessen: Henrique: Tiago Costa Manteiga: |  |

### Final
| 15 de Janeiro, de 2012 | Voltaço        | 1 - 2     | Resende                     | Estádio Joaquim de Moraes Filho, Taubaté-SP Público: |
| 16:00h                 | João Paulo 71' | Relatório | Marcelo Regis 25' · Kim 40' |                                                      |

### Campeão
| Copa de Verão do Vale do Paraíba          |
| ----------------------------------------- |
| Resende Futebol Clube Campeão (1º título) |